# Glomerellaceae
Glomerellaceae Locq. ex Seifert & W. Gams – rodzina grzybów z klasy Sordariomycetes.

## Systematyka
Pozycja w klasyfikacji według Index FungorumGlomerellaceae, Glomerellales, Hypocreomycetidae, Sordariomycetes, Pezizomycotina, Ascomycota, Fungi.
Taxon ten do systematyki grzybów wprowadzili w 2007 r. Marcel Locquin, Keith Seifert i Helmut Gams. Według aktualizowanej klasyfikacji Index Fungorum bazującej na Dictionary of the Fungi do rodziny Glomerellaceae należą rodzaje:
- Colletotrichum Corda 1831
- Glomerella Spauld. & H. Schrenk 1903[2].